# Emiliano Zapata (Hueypoxtla)
Emiliano Zapata, también conocido como San José Batha, es una población del municipio de Hueypoxtla, uno de los 125 municipios del Estado de México en México. Es una comunidad rural y según el censo del 2010 tiene una población total de 2207 habitantes.
La localidad Emiliano Zapata (Exhacienda de San José Batha) se localiza en el municipio de Hueypoxtla. Su clima predominante es templado semiseco con lluvias en verano. Su código postal es 55697 y su clave lada es 599. 
Algunos de los atractivos del municipio de Hueypoxtla son la presa "Luis Espinoza de los Monteros", construida en piedra en el año 1917. El cerro del Picacho. Los parajes a la margen del río Salado.